# Воронков, Иван Яковлевич
Иван Яковлевич Воронко́в (1919—1943) — участник Великой Отечественной войны, командир орудия 5-го гвардейского артиллерийского полка 10-й гвардейской воздушно-десантной дивизии 37-й армии Степного фронта, гвардии старший сержант. Герой Советского Союза.

## Биография
Родился в 1919 году в деревне Глухониколаевка Калачинского уезда Омской губернии в семье крестьянина. Русский.
После окончания 7 классов работал в колхозе. В 1935 году семья Воронковых переехала в г. Барабинск, где Иван работал в локомотивном депо станции Барабинск.
В Красной армии с 1939 года. В действующей армии с 6 марта 1943 года. Воевал на Северо-Западном и Степном фронтах в составе 5-го гвардейского воздушно-десантного артиллерийского полка в должности командира орудия. Кандидат в члены ВКП(б).
В августе 1943 года принимал участие в боях под Старой Руссой. В сентябре его полк в составе дивизии был передислоцирован в район Харькова. В ночь на 1 октября 1943 года переправился через Днепр у села Переволочна (ныне село Светлогорское Кобелякского района Полтавской области). В боях на плацдарме с 2 по 14 октября расчёт И. Я. Воронкова участвовал в отражении 6 контратак, при этом уничтожил 4 танка, 2 бронемашины, 6 автомобилей и до взвода живой силы противника.
14 октября 1943 года в районе села Анновка (Верхнеднепровский район Днепропетровской области) при отражении атаки вражеских танков, прорвавшихся в глубину боевых порядков дивизии, Воронков погиб.
Похоронен в братской могиле села Днепровокаменка Верхнеднепровского района Днепропетровской области (Украина).

## Награды
- Указом Президиума Верховного Совета СССР от 20 декабря 1943 года за успешное форсирование реки Днепр, прочное закрепление плацдарма на западном берегу реки Днепр и проявленные при этом отвагу и геройство гвардии старшему сержанту Воронкову Ивану Яковлевичу присвоено звание Героя Советского Союза посмертно.
- Награждён орденом Ленина и медалью «За боевые заслуги».

## Память
- В Центральном районе Омска именем Героя названа улица[3].
- Именем Воронкова названа улица в городе Барабинске.
- Его имя носит также улица в селе Глухониколаевка[4].
- В Барабинске в ноябре 1991 года открыт мемориальный комплекс воинам-барабинцам, погибшим в Великой Отечественной войне, где установлен бюст И. Я. Воронкова.
- Имя Героя Советского Союза Ивана Яковлевича Воронкова увековечено на Аллее Героев у Монумента Славы в г. Новосибирске.
- Бюст И. Я. Воронкова установлен в селе Нижняя Омка.
- Именем И. Я. Воронкова названа аллея в г. Барабинске